# Toszkána vasútállomásainak listája

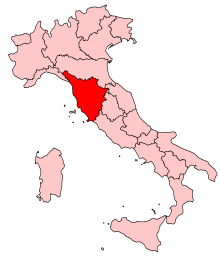
Toszkána régió Olaszország térképén

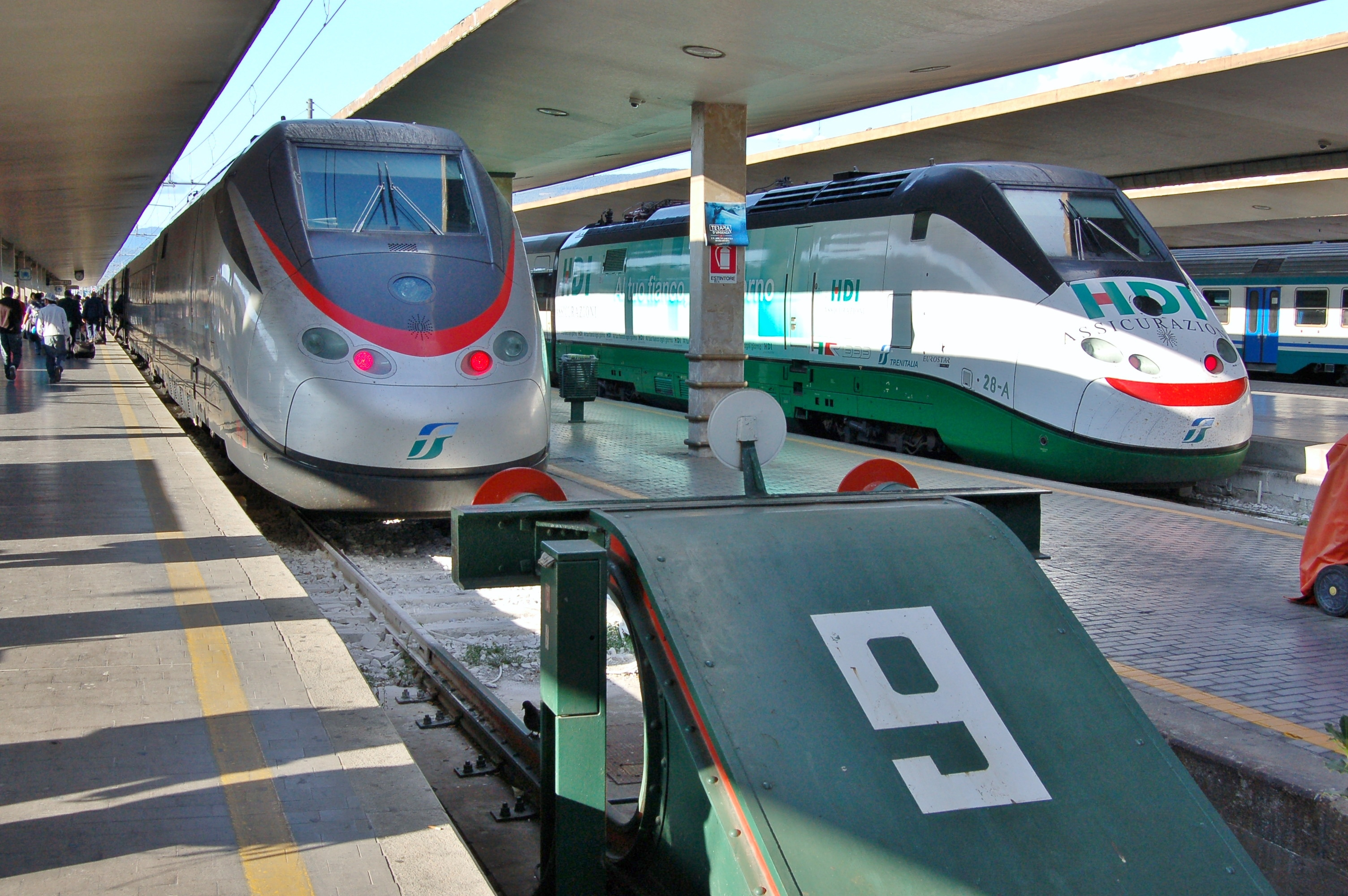
Stazione di Firenze Santa Maria Novella

Ez a lista az olasz Toszkána régió vasútállomásait sorolja fel ábécé sorrendben.

## A lista
| Állomás neve                                    | Cím                              | Közigazgatási egység      | Megye | Hálózat         | Kategória |
| ----------------------------------------------- | -------------------------------- | ------------------------- | ----- | --------------- | --------- |
| Stazione di Albinia                             | Via Stazione                     | Orbetello                 | GR    | RFI             | ezüst     |
| Stazione di Altopascio                          | Via Regina Elena n. 1            | Altopascio                | LU    | RFI             | ezüst     |
| Stazione di Antignano                           | Via della Salute                 | Livorno                   | LI    | RFI             | bronz     |
| Stazione di Arbia                               | Via Stazione                     | Asciano                   | SI    | RFI             | bronz     |
| Stazione di Arezzo                              | Piazza della Repubblica          | Arezzo                    | AR    | Centostazioni   | arany     |
| Stazione di Asciano                             | Via 1° Maggio                    | Asciano                   | SI    | RFI             | bronz     |
| Stazione di Asciano-Monte Oliveto Maggiore      | Via Laurentana                   | Asciano                   | SI    | RFI             | ezüst     |
| Stazione di Aulla Lunigiana                     | Piazza A.Straulino               | Aulla                     | MS    | RFI             | ezüst     |
| Stazione di Badesse                             | Via Giuseppe Verdi               | Badesse                   | SI    | RFI             | bronz     |
| Stazione di Bagni di Lucca                      | Piazzale Europa n. 5             | Bagni di Lucca            | LU    | RFI             | bronz     |
| Stazione di Barberino di Val d'Elsa             | Piazza Stazione                  | Barberino Val d’Elsa      | FI    | RFI             | bronz     |
| Stazione di Barga-Gallicano                     | Piazzale Europa n. 5             | Barga                     | LU    | RFI             | ezüst     |
| Stazione di Biforco                             | Via Cardeto                      | Marradi                   | FI    | RFI             | bronz     |
| Stazione di Bolgheri                            | Piazza Marconi n. 8              | Bibbona                   | LI    | RFI             | bronz     |
| Stazione di Borgo a Buggiano                    | Piazza Dante n. 11               | Buggiano                  | PT    | RFI             | bronz     |
| Stazione di Borgo a Mozzano                     | Piazza Marconi n. 1              | Borgo a Mozzano           | LU    | RFI             | bronz     |
| Stazione di Borgo San Lorenzo                   | Piazza della Repubblica          | Borgo San Lorenzo         | FI    | RFI             | ezüst     |
| Stazione di Borgo San Lorenzo-Rimorelli         | Via Modigliani                   | Borgo San Lorenzo         | FI    | RFI             | bronz     |
| Stazione di Bucine                              | Piazza Dante                     | Bucine                    | AR    | RFI             | bronz     |
| Stazione di Buonconvento                        | Via Cassia n. 7                  | Buonconvento              | SI    | RFI             | bronz     |
| Stazione di Calenzano                           | Piazza Stazione                  | Calenzano                 | FI    | RFI             | ezüst     |
| Stazione di Camaiore Lido-Capezzano             | Piazza stazione                  | Camaiore                  | LU    | RFI             | bronz     |
| Stazione di Campiglia Marittima                 | Via della Stazione               | Campiglia Marittima       | LI    | RFI             | ezüst     |
| Stazione di Campomigliaio                       | loc. Campomigliaio               | San Piero a Sieve         | FI    | RFI             | bronz     |
| Stazione di Camporgiano                         | Via della Stazione 1             | Camporgiano               | LU    | RFI             | bronz     |
| Stazione di Camucia-Cortona                     | Piazza della Libertà 5           | Cortona                   | AR    | RFI             | ezüst     |
| Stazione di Capalbio                            | Piazza Aldo Moro                 | Capalbio                  | GR    | RFI             | ezüst     |
| Stazione di Carrara-Avenza                      | Via Petacchi n. 2                | Carrara                   | MS    | RFI             | ezüst     |
| Stazione di Cascina                             | Piazza Stazione n. 62            | Cascina                   | PI    | RFI             | ezüst     |
| Stazione di Casino di Terra                     | S.S. 68 - loc. Casino di Terra   | Guardistallo              | PI    | RFI             | bronz     |
| Stazione di Castagneto Carducci-Donoratico      | Via della Stazione n. 30         | Castagneto Carducci       | LI    | RFI             | ezüst     |
| Stazione di Castagno                            | Via di Castagno                  | Pistoia                   | PT    | RFI             | bronz     |
| Stazione di Castelfiorentino                    | Via Ridolfi                      | Castelfiorentino          | FI    | RFI             | ezüst     |
| Stazione di Castellina in Chianti-Monteriggioni | Piazza Stazione                  | Castellina in Chianti     | SI    | RFI             | ezüst     |
| Stazione di Castelnuovo Berardenga              | Piazza Stazione                  | Castelnuovo Berardenga    | SI    | RFI             | bronz     |
| Stazione di Castelnuovo di Garfagnana           | Via della Stazione n. 10         | Castelnuovo di Garfagnana | LU    | RFI             | ezüst     |
| Stazione di Castelvecchio Pascoli               | Via Stazione n. 46               | Barga                     | LU    | RFI             | bronz     |
| Stazione di Castiglion Fiorentino               | Viale Mazzini                    | Castiglion Fiorentino     | AR    | RFI             | ezüst     |
| Stazione di Castiglioncello                     | Piazza della Repubblica          | Rosignano Marittimo       | LI    | RFI             | ezüst     |
| Stazione di Cecina                              | Via della Stazione               | Cecina                    | LI    | RFI             | ezüst     |
| Stazione di Certaldo                            | Piazza Masini n. 2               | Certaldo                  | FI    | RFI             | ezüst     |
| Stazione di Chiusi-Chianciano Terme             | piaza Dante                      | Chiusi                    | SI    | RFI             | ezüst     |
| Stazione di Civitella Paganico                  | Piazza Stazione n. 4             | Civitella Paganico        | GR    | RFI             | bronz     |
| Stazione di Compiobbi                           | Via della Stazione               | Fiesole                   | FI    | RFI             | bronz     |
| Stazione di Contea-Londa                        | Via Nazionale                    | Dicomano                  | FI    | RFI             | ezüst     |
| Stazione di Corbezzi                            | Via Stazione di Corbezzi, 4      | Pistoia                   | PT    | RFI             | bronz     |
| Stazione di Crespino del Lamone                 | Via della Stazione               | Marradi                   | FI    | RFI             | bronz     |
| Stazione di Dicomano                            | Via Nazionale                    | Dicomano                  | FI    | RFI             | ezüst     |
| Stazione di Diecimo-Pescaglia                   | Piazza Stazione 18               | Borgo a Mozzano           | LU    | RFI             | bronz     |
| Stazione di Empoli                              | Piazza Don Minzoni 11a           | Empoli                    | FI    | RFI             | arany     |
| Stazione di Equi Terme                          | Stazione 18                      | Casola in Lunigiana       | MS    | RFI             | bronz     |
| Stazione di Fiesole-Caldine                     | Via della Stazione               | Fiesole                   | FI    | RFI             | bronz     |
| Stazione di Figline Valdarno                    | Piazza della Repubblica          | Figline Valdarno          | FI    | RFI             | ezüst     |
| Stazione di Filattiera                          | Via Balestracci n. 1             | Filattiera                | MS    | RFI             | bronz     |
| Stazione di Firenze Campo di Marte              | Via Mannelli n. 10               | Firenze                   | FI    | RFI             | arany     |
| Stazione di Firenze Castello                    | Piazza Davidsohn n. 1            | Firenze                   | FI    | RFI             | ezüst     |
| Stazione di Firenze Porta al Prato              | Via Fratelli Rosselli            | Firenze                   | FI    | RFI             | ezüst     |
| Stazione di Firenze Rifredi                     | Via dello Steccuto n. 1          | Firenze                   | FI    | RFI             | arany     |
| Stazione di Firenze Rovezzano                   | Via Rovezzano                    | Firenze                   | FI    | RFI             | ezüst     |
| Stazione di Firenze San Marco Vecchio           | Via della Stazione               | Firenze                   | FI    | RFI             | ezüst     |
| Stazione di Firenze Santa Maria Novella         | Piazza Stazione                  | Firenze                   | FI    | Grandi Stazioni | platinum  |
| Stazione di Firenze Statuto                     | Piazza Muratori                  | Firenze                   | FI    | RFI             | ezüst     |
| Stazione di Fivizzano-Gassano                   | Via Stazione                     | Fivizzano                 | MS    | RFI             | bronz     |
| Stazione di Fivizzano-Rometta-Soliera           | Via Stazione                     | Fivizzano                 | MS    | RFI             | bronz     |
| Stazione di Follonica                           | Via della Stazione n. 5          | Follonica                 | GR    | RFI             | ezüst     |
| Stazione di Fornaci di Barga                    | Piazza Stazione n. 1             | Barga                     | LU    | RFI             | bronz     |
| Stazione di Forte dei Marmi-Seravezza-Querceta  | Via Aurelia n. 351               | Forte dei Marmi           | LU    | RFI             | ezüst     |
| Stazione di Fosciandora-Ceserana                | Via Ponte di Ceserana n. 10      | Fosciandora               | LU    | RFI             | bronz     |
| Stazione di Gavorrano                           | Via Aurelia 25 - Loc. Potassa    | Gavorrano                 | GR    | RFI             | bronz     |
| Stazione di Ghivizzano-Coreglia                 | Via Stazione                     | Coreglia Antelminelli     | LU    | RFI             | bronz     |
| Stazione di Gragnola                            | Stazione n. 1                    | Fosciandora               | MS    | RFI             | bronz     |
| Stazione di Granaiolo                           | Piazza Stazione                  | Castelfiorentino          | FI    | RFI             | bronz     |
| Stazione di Grosseto                            | Piazza Marconi n. 8              | Grosseto                  | GR    | Centostazioni   | arany     |
| Stazione di Il Neto                             | Via d'Azeglio                    | Sesto Fiorentino          | FI    | RFI             | bronz     |
| Stazione di Incisa                              | Viale Marconi n. 31              | Incisa in Val d’Arno      | FI    | RFI             | ezüst     |
| Stazione di Lastra a Signa                      | Via Stazione                     | Lastra a Signa            | FI    | RFI             | ezüst     |
| Stazione di Laterina                            | Piazza Unità d'Italia            | Laterina                  | AR    | RFI             | bronz     |
| Stazione di Le Cure                             | Piazza Le Cure                   | Firenze                   | FI    | RFI             | bronz     |
| Stazione di Le Piagge                           | Piazza Cavallotti n. 1           | Firenze                   | FI    | RFI             | ezüst     |
| Stazione di Livorno Centrale                    | Piazza Dante 51                  | Livorno                   | LI    | Centostazioni   | arany     |
| Stazione di Lucca                               | Piazzale Ricasoli                | Lucca                     | LU    | Centostazioni   | arany     |
| Stazione di Marradi-Palazzuolo sul Senio        | Via Baccarini n. 12              | Marradi                   | FI    | RFI             | ezüst     |
| Stazione di Massa Centro                        | Piazza IV Novembre               | Massa                     | MS    | Centostazioni   | ezüst     |
| Stazione di Massarosa-Bozzano                   | Piazza stazione 3                | Massarosa                 | LU    | RFI             | bronz     |
| Stazione di Minucciano-Pieve-Casola             | Piazza Stazione                  | Minucciano                | LU    | RFI             | bronz     |
| Stazione di Montale-Agliana                     | Piazza Marconi                   | Montale                   | PT    | RFI             | ezüst     |
| Stazione di Monte Antico                        | Piazza Stazione                  | Civitella Paganico        | GR    | RFI             | bronz     |
| Stazione di Montecarlo-San Salvatore            | Piazza Stazione                  | Montecarlo                | LU    | RFI             | bronz     |
| Stazione di Montecatini Centro                  | Piazza Gramsci n. 5              | Montecatini Terme         | PT    | RFI             | ezüst     |
| Stazione di Montecatini Terme-Monsummano        | Piazza Italia                    | Montecatini Terme         | PT    | RFI             | ezüst     |
| Stazione di Montelupo-Capraia                   | Piazza Cavallotti n. 1           | Montelupo Fiorentino      | FI    | RFI             | ezüst     |
| Stazione di Montepescali                        | Via Lapini n. 2 - Loc. Braccagni | Grosseto                  | GR    | RFI             | bronz     |
| Stazione di Montepulciano                       | Piazza Europa                    | Montepulciano             | SI    | RFI             | ezüst     |
| Stazione di Monteroni d'Arbia                   | Piazza Stazione                  | Monteroni d’Arbia         | SI    | RFI             | bronz     |
| Stazione di Montevarchi-Terranuova              | Piazza Donatori Sangue           | Montevarchi               | AR    | RFI             | ezüst     |
| Stazione di Monzone-Monte dei Bianchi-Isolano   | Via Battisti n. 47               | Fivizzano                 | MS    | RFI             | bronz     |
| Stazione di Murlo                               | Piazza Stazione                  | Murlo                     | SI    | RFI             | bronz     |
| Stazione di Navacchio                           | Largo Pietro Gori n. 31          | Cascina                   | PI    | RFI             | bronz     |
| Stazione di Nozzano                             | Via della Stazione               | Lucca                     | LU    | RFI             | bronz     |
| Stazione di Orbetello-Monte Argentario          | Via della Stazione n. 30         | Orbetello                 | GR    | RFI             | ezüst     |
| Stazione di Pescia                              | Stazione                         | Pescia                    | PT    | RFI             | ezüst     |
| Stazione di Pian di Mugnone                     | Via Faentina                     | Fiesole                   | FI    | RFI             | bronz     |
| Stazione di Piazza al Serchio                   | Piazza Stazione 4                | piazza al Serchio         | LU    | RFI             | ezüst     |
| Stazione di Pietrasanta                         | Piazza Stazione 1                | Pietrasanta               | LU    | RFI             | ezüst     |
| Stazione di Piombino                            | Piazza Nicolini                  | Piombino                  | LI    | RFI             | ezüst     |
| Stazione di Piombino Marittima                  | Piazzale Premuda                 | Piombino                  | LI    | RFI             | ezüst     |
| Stazione di Pisa Centrale                       | Piazza Stazione 9                | Pisa                      | PI    | Centostazioni   | platinum  |
| Stazione di Pisa San Rossore                    | Via A. Pisano n. 1               | Pisa                      | PI    | RFI             | ezüst     |
| Stazione di Pistoia                             | Piazza Dante 11                  | Pistoia                   | PT    | Centostazioni   | arany     |
| Stazione di Pistoia Ovest                       | Viale Adua                       | Pistoia                   | PT    | RFI             | bronz     |
| Stazione di Poggibonsi-San Gimignano            | Piazza Mazzini n. 22             | Poggibonsi                | SI    | RFI             | ezüst     |
| Stazione di Poggio-Careggine-Vagli              | Piazza stazione                  | Camporgiano               | LU    | RFI             | bronz     |
| Stazione di Pontassieve                         | Piazza Stazione n. 5             | Pontassieve               | FI    | RFI             | ezüst     |
| Stazione di Ponte a Elsa                        | Piazza Stazione                  | San Miniato               | FI    | RFI             | bronz     |
| Stazione di Ponte a Moriano                     | Stazione n. 397                  | Lucca                     | LU    | RFI             | bronz     |
| Stazione di Ponte a Tressa                      | Via della Stazione               | Monteroni d’Arbia         | SI    | RFI             | bronz     |
| Stazione di Ponte Ginori                        | Via Camminata                    | Montecatini Val di Cecina | PI    | RFI             | bronz     |
| Stazione di Pontedera-Casciana Terme            | Piazza Unità d'Italia 18         | Pontedera                 | PI    | RFI             | ezüst     |
| Stazione di Ponticino                           | Via FerroVia                     | Laterina                  | AR    | RFI             | bronz     |
| Stazione di Pontremoli                          | Piazzale Bruno Raschi            | Pontremoli                | MS    | RFI             | ezüst     |
| Stazione di Popolano di Marradi                 | Via della Stazione               | Marradi                   | FI    | RFI             | bronz     |
| Stazione di Populonia                           | Stazione                         | Piombino                  | LI    | RFI             | bronz     |
| Stazione di Porcari                             | Piazza Stazione                  | Porcari                   | LU    | RFI             | bronz     |
| Stazione di Pracchia                            | Via Traversa di Pracchia         | Pistoia                   | PT    | RFI             | bronz     |
| Stazione di Pratignone                          | Via del Pratignone               | Calenzano                 | FI    | RFI             | bronz     |
| Stazione di Prato Borgonuovo                    | Stazione                         | Prato                     | PO    | RFI             | ezüst     |
| Stazione di Prato Centrale                      | Piazza Stazione n. 13            | Prato                     | PO    | Centostazioni   | arany     |
| Stazione di Prato Porta al Serraglio            | Via Cavallotti n. 1              | Prato                     | PO    | RFI             | ezüst     |
| Stazione di Quercianella-Sonnino                | Via della Stazione               | Livorno                   | LI    | RFI             | ezüst     |
| Stazione di Rapolano Terme                      | Piazza Stazione                  | Rapolano Terme            | SI    | RFI             | bronz     |
| Stazione di Rignano sull'Arno                   | Via della Stazione n. 5          | Rignano sull’Arno         | FI    | RFI             | ezüst     |
| Stazione di Rigoli                              | SS Abetone n. 377                | San Giuliano Terme        | PI    | RFI             | bronz     |
| Stazione di Ripafratta                          | Via Statale                      | San Giuliano Terme        | PI    | RFI             | bronz     |
| Stazione di Riparbella                          | Piazza Stazione                  | Riparbella                | PI    | RFI             | bronz     |
| Stazione di Roccastrada                         | Piazza Stazione                  | Roccastrada               | GR    | RFI             | bronz     |
| Stazione di Ronta                               | Via della Stazione               | Borgo San Lorenzo         | FI    | RFI             | bronz     |
| Stazione di Rosignano                           | Via della Stazione               | Rosignano Marittimo       | LI    | RFI             | ezüst     |
| Stazione di Rufina                              | Via Duca della Vittoria n. 178   | Rufina                    | FI    | RFI             | ezüst     |
| Stazione di San Donnino                         | Via Trento                       | Campi Bisenzio            | FI    | RFI             | ezüst     |
| Stazione di Sant'Ellero                         | Via Aretina                      | Pelago                    | FI    | RFI             | ezüst     |
| Stazione di San Frediano a Settimo              | Via Filippi 106                  | Cascina                   | PI    | RFI             | bronz     |
| Stazione di San Giovanni Valdarno               | Piazza Matteotti 7               | San Giovanni Valdarno     | AR    | RFI             | ezüst     |
| Stazione di San Giuliano Terme                  | Piazza Roma                      | San Giuliano Terme        | PI    | RFI             | ezüst     |
| Stazione di San Miniato-Fucecchio               | Piazza Stazione 3                | San Miniato               | PI    | RFI             | ezüst     |
| Stazione di San Mommè                           | Via Valdi e S.Mommè 58/60        | Pistoia                   | PT    | RFI             | bronz     |
| Stazione di San Piero a Sieve                   | Piazza Stazione                  | San Piero a Sieve         | FI    | RFI             | ezüst     |
| Stazione di San Pietro a Vico                   | Stazione                         | Lucca                     | LU    | RFI             | bronz     |
| Stazione di San Romano-Montopoli-Santa Croce    | Via Cavour 3                     | Montopoli in Val d'Arno   | PI    | RFI             | ezüst     |
| Stazione di San Vincenzo                        | Piazza Stazione                  | San Vincenzo              | LI    | RFI             | ezüst     |
| Stazione di Scarlino                            | Via Matteotti 26                 | Scarlino                  | GR    | RFI             | bronz     |
| Stazione di Scopeti                             | loc. Scopeti -Zona Ind.          | Rufina                    | FI    | RFI             | bronz     |
| Stazione di Scorcetoli                          | Via Cantiere n. 2                | Filattiera                | MS    | RFI             | bronz     |
| Stazione di Serravalle Pistoiese                | Via Vecchia Lucchese             | Serravalle Pistoiese      | PT    | RFI             | bronz     |
| Stazione di Sesto Fiorentino                    | Piazza Calvani                   | Sesto Fiorentino          | FI    | RFI             | ezüst     |
| Stazione di Sieci                               | Via della Stazione               | Pontassieve               | FI    | RFI             | ezüst     |
| Stazione di Siena                               | Piazza Rosselli 7                | Siena                     | SI    | Centostazioni   | arany     |
| Stazione di Signa                               | Piazza Stazione n. 1             | Signa                     | FI    | RFI             | ezüst     |
| Stazione di Sinalunga                           | Piazza Stazione n. 25            | Sinalunga                 | SI    | RFI             | ezüst     |
| Stazione di Sticciano                           | Piazza Stazione                  | Roccastrada               | GR    | RFI             | bronz     |
| Stazione di Talamone                            | Via della Stazione - Fonteblanda | Orbetello                 | GR    | RFI             | ezüst     |
| Stazione di Tassignano-Capannori                | Stazione n. 50                   | Capannori                 | LU    | RFI             | bronz     |
| Stazione di Terontola-Cortona                   | Piazza Nazioni Unite             | Cortona                   | AR    | RFI             | ezüst     |
| Stazione di Torre del Lago Puccini              | Via D.Alighieri 14               | Viareggio                 | LU    | RFI             | ezüst     |
| Stazione di Torrita di Siena                    | Via A. Grandi                    | Torrita di Siena          | SI    | RFI             | bronz     |
| Stazione di Vada                                | Stazione n. 1                    | Rosignano Marittimo       | LI    | RFI             | ezüst     |
| Stazione di Vaglia                              | Viale Stazione                   | Vaglia                    | FI    | RFI             | bronz     |
| Stazione di Vaiano                              | Via di Moschignano               | Vaiano                    | PO    | RFI             | ezüst     |
| Stazione di Vernio-Montepiano-Cantagallo        | Via Roma                         | Vernio                    | PO    | RFI             | ezüst     |
| Stazione di Viareggio                           | Piazza Dante n. 41               | viareggio                 | LU    | RFI             | arany     |
| Stazione di Vicchio                             | Via B.Angelico, n. 61            | Vicchio                   | FI    | RFI             | ezüst     |
| Stazione di Vignale Riotorto                    | Piazza Stazione n. 1             | Piombino                  | LI    | RFI             | bronz     |
| Stazione di Villafranca-Bagnone                 | Piazza Benedicenti               | Villafranca in Lunigiana  | MS    | RFI             | ezüst     |
| Stazione di Villetta San Romano                 | Via della Stazione n. 1          | San Romano in Garfagnana  | LU    | RFI             | bronz     |
| Stazione di Volterra-Saline-Pomarance           | Piazza Ginori Conti 1            | Volterra                  | PI    | RFI             | bronz     |
| Stazione di Zambra                              | Via Ruffini                      | Sesto Fiorentino          | FI    | RFI             | ezüst     |